# Patera de Nordenflycht
Nordenflycht Patera
Pour les articles homonymes, voir Nordenflycht.
La patera de Nordenflycht (désignation internationale : Nordenflycht Patera) est une patera située sur Vénus dans le quadrangle d'Helen Planitia. Elle a été nommée en référence à Hedvig Charlotta Nordenflycht, poétesse suédoise (1718–1763).